# アウグスト・セサル・レンドイロ

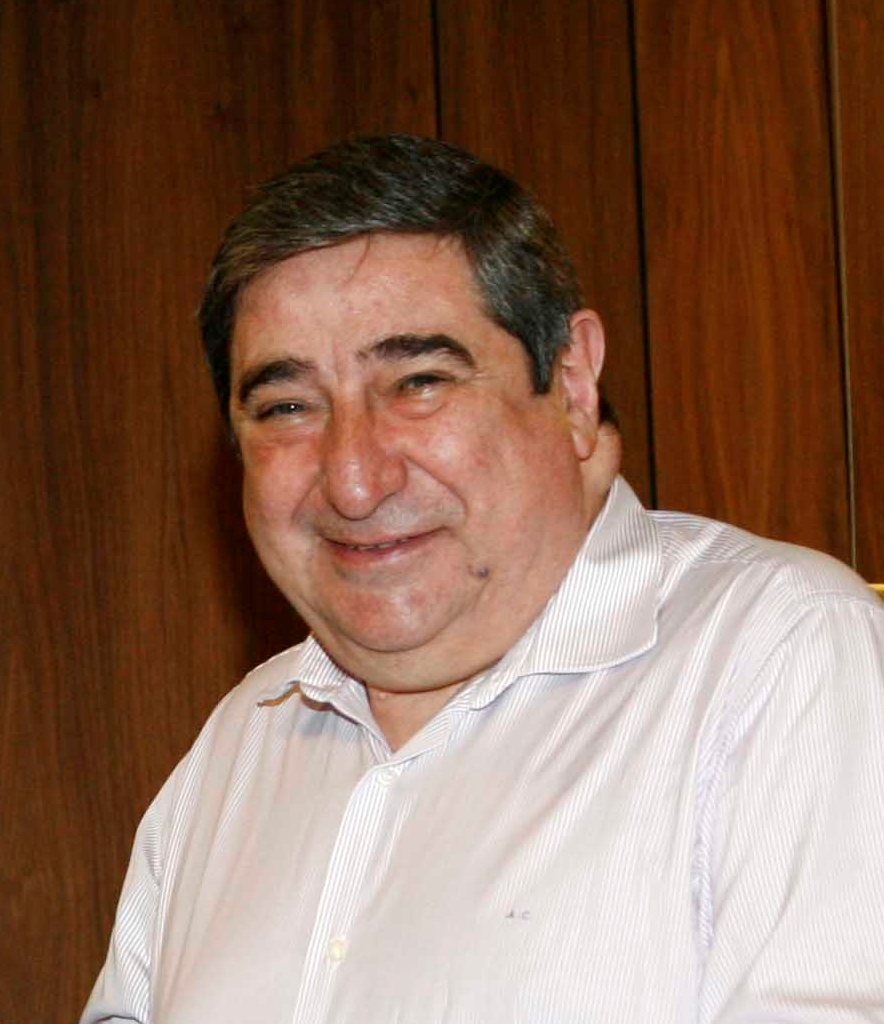
レンドイロ

アウグスト・セサル・レンドイロ（Augusto Joaquín César Lendoiro、1945年6月6日 - ）は、スペインの政治家・弁護士。
1945年6月6日、ガリシア地方のア・コルーニャ県コルクビョンに生まれる。国民党所属の下院議員(1993年-1995年)、ア・コルーニャ県議会議長(1995年-1999年)を歴任。プロサッカーリーグリーガ・エスパニョーラのクラブデポルティーボ・ラ・コルーニャ会長(任1988年-2014年 )。

## デポルティーボ会長として
1988年、デポルティーボ・ラ・コルーニャの会長に就任。それまでデポルティーボは弱小クラブに過ぎなかったが、レンドイロは優れた交渉力と豊富な資金力をクラブ強化に繋げていく。1991年にクラブはプリメーラ・ディビション昇格を果たし、1998年に就任したハビエル・イルレタの下で、クラブは全盛時代を迎えた。リーグ制覇(1999-2000)、コパ・デル・レイ優勝(2001-02)、5シーズン連続のUEFAチャンピオンズリーグ出場(2000-01から2004-05まで)など、スーペルデポルと呼ばれる黄金時代を築いた。GKフランシスコ・モリーナ、MFフアン・カルロス・バレロン、FWディエゴ・トリスタンらを擁し、攻守にバランスの取れたチームは、ユヴェントスFCやACミランなど欧州の強豪と互角に渡り合った。
しかし、戦術のマンネリ化や選手の高齢化、育成施設の建設等による負債などによりクラブの成績は下降。現在は下部組織の充実に努め、ミゲル・アンヘル・ロティーナ監督による堅守速攻に基づくチーム作りが進められている。2013年に破産申請、チームも二度の2部降格を経験するなど苦しむなか、2014年1月に会長を退任した。

## デポルティーボに関する略年表
- 1988年 デポルティーボ・デ・ラ・コルーニャの会長職に就く
- 1991年 プリメーラ・ディビション昇格
- 1999-00 国内リーグ優勝、UEFAチャンピオンズリーグ出場権獲得
- 2001-02 国内リーグ2位、コパ・デル・レイ優勝
- 2003-04 国内リーグ3位、UEFAチャンピオンズリーグ準決勝進出